# Małyszyn Górny
Małyszyn Górny – wieś w Polsce położona w województwie świętokrzyskim, w powiecie starachowickim, w gminie Mirzec.
W latach 1975–1998 miejscowość administracyjnie należała do województwa kieleckiego.
Wierni kościoła rzymskokatolickiego należą do parafii Najświętszej Maryi Panny Różańcowej w Jasieńcu Iłżeckim.

## Historia
Wieś wspominana przez Długosza w wieku XV w parafii Mirzec (Jan Długosz L.B.II, 479).
W wieku XIX opisany jest Małyszyn wieś i osada leśna nad rzeką Kierzek, w  powiecie iłżeckim, gminie Lubienia, parafia Iłża. Wieś odległa  7 wiorst od Iłży.

W 1827 r. parafia Mirzec; wieś rządowa 41 domów, 263 mieszkańców.

W roku 1885 było 74 domów, 446 mieszkańców, 1021 mórg włościańskich i 1 morga rządowa.
Osada leśna posiadała 3 domy i 11 mieszkańców na  30 morgach ziemi. Należała wówczas do starachowickich zakładów żelaznych.
Legenda Małyszyna zaczyna się w Jasieńcu, bo na tamtych ziemiach mieszkała matka z synem  który nie miał imienia. Chłopiec pewnego dnia poszedł popływać  na tereny   Małyszyna.Gdy chłopiec nie wracał matka rozpoczęła jego poszukiwania  krzycząc :"Mały synku,mały synku",chłopiec utopił się a matka wróciła do domu z krzykiem i płaczem. I tak powstała nazwa Małyszyna.
Małyszyn Stary dostał nazwę Dolnego, ponieważ  jest tam dołek a Małyszyn dostał  nazwę Małyszyna Górnego, ponieważ  jest góra małyszyńska

## Zabytki Małyszyna Górnego
- Dom (Małyszyn Górny 15), drewniany, własność F. Wójcik, 1916 r.
- Zespół zagrody (Małyszyn Górny 80)

Dom, drewniany, własność A. Łęcka, ok. 1915 r.
Stodoła, drewniana, własność A. Łęcka, ok. 1915 r.
- Zespół zagrody (Małyszyn Górny 112)

Dom, drewniany, własność J. Styk, 1923 r.
Obora, drewniana, własność J. Styk, 1924 r.
Stodoła, drewniana, własność J. Styk, 1924 r.
- Zespół zagrody (Małyszyn Górny 113)

Dom, drewniany, własność A. Surda, ok. 1920 r.
Stodoła, drewniana, własność A. Surda, ok. 1920 r.